# الکساندر گلوواچویچ
الکساندر گلوواچویچ (انگلیسی: Aleksandar Gluvačević؛ زادهٔ ۸ سپتامبر ۱۹۹۷) بازیکن فوتبال اهل ایالات متحده آمریکا است.